# Strongylognathus minutus
Strongylognathus minutus é uma espécie de insecto da família Formicidae.
É endémica de Turquemenistão.